# Sienna Plantation (Texas)
Sienna Plantation es un lugar designado por el censo ubicado en el condado de Fort Bend en el estado estadounidense de Texas. En el Censo de 2010 tenía una población de 13721 habitantes y una densidad poblacional de 377,33 personas por km².

## Geografía
Sienna Plantation se encuentra ubicado en las coordenadas 29°29′19″N 95°30′4″O / 29.48861, -95.50111. Según la Oficina del Censo de los Estados Unidos, Sienna Plantation tiene una superficie total de 36.36 km², de la cual 35.25 km² corresponden a tierra firme y (3.06 %) 1.11 km² es agua.

## Demografía
Según el censo de 2010, había 13721 personas residiendo en Sienna Plantation. La densidad de población era de 377,33 hab./km². De los 13721 habitantes, Sienna Plantation estaba compuesto por el 65.09 % blancos, el 18.15 % eran afroamericanos, el 0.38 % eran amerindios, el 11.02 % eran asiáticos, el 0.06 % eran isleños del Pacífico, el 2.7 % eran de otras razas y el 2.61 % pertenecían a dos o más razas. Del total de la población el 12.13 % eran hispanos o latinos de cualquier raza.